# École militaire d'administration de Koulikoro
 (janvier 2017).
Si vous disposez d'ouvrages ou d'articles de référence ou si vous connaissez des sites web de qualité traitant du thème abordé ici, merci de compléter l'article en donnant les références utiles à sa vérifiabilité et en les liant à la section « Notes et références ».
 (février 2017).
L'École militaire d'administration (EMA) de Koulikoro au sud-est du Mali est depuis 1996 une École nationale à vocation régionale (ENVR), issue d'une collaboration franco-malienne. Implantée dans l’enceinte du centre d’instruction Boubacar Sada Sy de Koulikoro, elle assure la formation administrative et comptable de tout le personnel des armées de terre, de l’air, de la gendarmerie et de la garde nationale. Elle forme des officiers et des sous-officiers.

## Histoire
Reprenant les traditions de l’école déjà implantée au Mali, l’EMA de Koulikoro a été érigée en une école nationale à vocation régionale (ENVR) le 1er juillet 1996. Elle est l’une des premières écoles de ce type pour lesquelles la France offre son concours. Elle fête donc en 2016 ses vingt ans d’existence. À présent, l’EMA est une école renommée et appréciée dans toute l’Afrique francophone, fruit d’une collaboration franco-malienne consolidée par vingt années d’existence.
Avant d’intégrer l’EMA, les futurs stagiaires sont sélectionnés par la France, à l’issue d’un concours d’entrée composé de questionnaires relatifs aux mathématiques, à la culture générale et administrative, au français, à la logique . Chaque promotion est composée de trente stagiaires, ce qui permet de former et d’instruire, pour chaque cycle scolaire d’enseignement, 90 stagiaires.
Considérée comme l’un des points forts de la coopération franco-malienne, l’EMA revêt un intérêt majeur pour les partenaires africains francophones, car le besoin de formation dans le domaine administratif est important, notamment pour les sous-officiers. Ce besoin, mesuré par le nombre d’inscrits aux différents concours de sélection, fait apparaître un ratio d’une place offerte par pays pour une quinzaine de candidats.

## Formation
Le programme d’enseignement délivré par cette école est solide, organisé autour de trois stages formant aux métiers du commissariat. L’EMA reste « La » référence dans la formation administrative des cadres militaires africains. Les cours d’administration qu’elle dispense à travers trois stages, sont d’ailleurs considérés comme de grande qualité et les diplômes qu’elle délivre garantissent à ses titulaires des postes intéressants et une progression de carrière avérée.

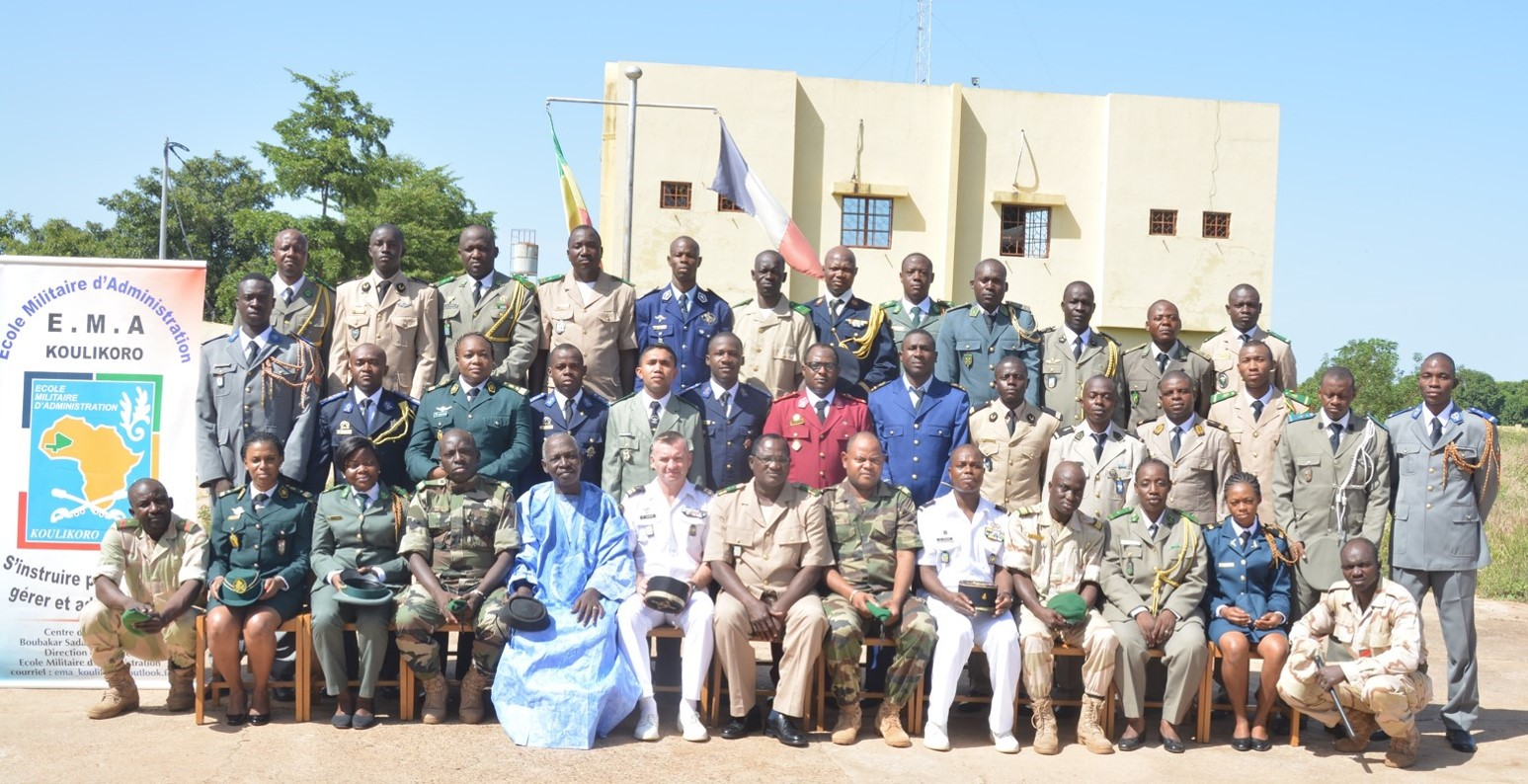
19e promotion d'officiers d'administration

La formation des sous-officiers s’articule autour de deux stages : le stage « certificat technique du premier degré (CT1) » et le stage « certificat technique du deuxième degré » (CT2) en administration, d’une durée chacun de seize semaines. Le stage « CT1 » est orienté vers les techniques de secrétariat et de gestion de ressources financières et humaines, du niveau corps de troupe. Le stage « CT2 » s’adresse à du personnel militaire ayant déjà occupé des emplois administratifs et qui sont orientés vers des postes de spécialités et responsabilités supérieurs, en corps de troupe, en état-major voire en direction.
Le stage officier (dénommé aussi « cours d’application des officiers d’administration»), d’une durée de neuf mois, s’adresse quant à lui à des officiers subalternes du grade de sous-lieutenant au grade de capitaine. À l’issue d’une scolarité longue et exigeante, ces officiers sont destinés à servir comme chef des services administratifs en régiment ou rédacteurs dans un état-major en qualité d’adjoint au chef de bureau.
Pour ces trois stages, l’enseignement est orienté dans des domaines aussi variés que la trésorerie, la comptabilité privée et analytique, les droits individuels (solde, frais de déplacement, pensions), les droits collectifs (gestion de matériels, des ordinaires et des organismes d’intérêt public), la correspondance militaire et les techniques d’expression orales, l’ensemble de ces matières associant l’informatique de gestion. Un module « logistique opérationnelle » est également dispensé par l’École de maintien de la paix (EMP) de Bamako, permettant aux officiers de l’EMA d’être formés aux opérations onusiennes et à travers trois formations (Droit internationale et humanitaire, connaissances fondamentales, logistique opérationnelle). Certains officiers profitent par ailleurs de leur passage à l’EMA de Koulikoro pour se préparer au concours du commissariat des armées, organisé chaque année par la France au profit des pays africains francophones.

## Typologie des cours
Les modules « métiers », adapté à chaque niveau de stage, sont au nombre de sept. Ils comprennent
- La finance (organisation administrative du corps de troupe, trésorerie, budget de fonctionnement) ;
- L’expression écrite et orale ;
- Les droits individuels (solde, pension, frais de déplacement, changement de résidence, droits sociaux des militaires quittant l’armée) ;
- Les droits collectifs (gestion du matériel, des organismes d’intérêt privé, des ordinaires) ;
- La comptabilité privée et analytique, le contrôle de gestion ;
- Les finances publiques (marchés publics et budget de l’État) ;
- La logistique opérationnelle et le droit international et humanitaire.

```
Le programme simplifié des formations dispensées à l’EMA s’organise par ailleurs autour d’une formation fondamentale, d’une formation administrative et d’une formation complémentaire : 
```

|                                                              | OFF | CT2 | CT1 | Objectifs opérationnels |
| Formation fondamentale :                                     |     |     |     | |
| 1- Problématiques défense en France et en Afrique de l’ouest | x   |     |     | Acquérir une connaissance approfondie de l'environnement sécuritaire et géopolitique dans lequel le militaire africain évolue.                                       |
| 2- Bureautique                                               | x   | x   | x   | Perfectionner ses connaissances dans les principaux logiciels de traitement de texte et tableur pour être capable de réaliser la plupart des travaux de bureautique. |
| 3- Communication : correspondance militaire                  | x   | x   | x   | Connaître les règles de correspondance militaire et perfectionner la rédaction des différents documents réglementaires.                                              |
| 4- Communication : expression orale                          | x   |     |     | Être capable de s'exprimer face à un chef ou à un groupe en vue d’exposer un sujet ou de réaliser des revues de presse.                                              |
| 5- Anglais opérationnel                                      | x   |     |     | Savoir s’exprimer en anglais en vue de pouvoir participer à une mission opérationnelle au sein d’un poste administratif et financier.                                |

|                                                                 | OFF | CT2 | CT1 | Objectifs opérationnels |
| Formation administrative :                                      |     |     |     | |
| 1- Statut du personnel                                          | x   | x   | x   | Acquérir les connaissances sur les différents statuts afin de garantir une bonne gestion du personnel et des dossiers afférents.                                                            |
| 2-Chancellerie                                                  | x   | x   | x   | Acquérir les règles nécessaires à la notation et à l'avancement du personnel afin de garantir au mieux les intérêts des subordonnés.                                                        |
| 3- Budget de fonctionnement trésorerie et régie                 | x   | x   | x   | Connaître l'organisation du corps de troupe et le fonctionnement de la chaîne budgétaire afin de mettre en œuvre une bonne gestion des ressources financières.                              |
| 4- Finances publiques (budget de l’État et marchés publics)     | x   | x   | x   | Connaître les modalités d'exécution de la dépense publique à travers deux modules : le budget de l'État et les marchés publics.                                                             |
| 5- Droits individuels (solde, frais de déplacement et pensions) | x   | x   | x   | Acquérir les connaissances de droits individuels pour être en mesure d'effectuer des décomptes ou d'exécuter un contrôle de décompte.                                                       |
| 6- Gestion des organismes d’intérêt privé (OIP)                 | x   | x   | x   | Connaître le fonctionnement des OIP pour être en mesure d'en assurer le fonctionnement et le contrôle.                                                                                      |
| 7- Gestion des ordinaires                                       | x   | x   | x   | Connaître le fonctionnement des ordinaires afin d'en assurer le fonctionnement et la gestion.                                                                                               |
| 8- Gestion des matériels                                        | x   | x   | x   | Acquérir les connaissances en gestion des matériels pour en assurer la gestion efficace. |
| 9- Comptabilité générale                                        | x   |     |     | Acquérir les connaissances de base sur la comptabilité générale afin d'être en mesure de comprendre les documents de synthèse et avoir une approche patrimoniales des dépenses.             |
| 10- Contrôle de gestion, comptabilité analytique et audit       | x   |     |     | Connaître les principes du contrôle de gestion, de la comptabilité analytique et de l’audit au travers conférences, en vue de préparer le stagiaire au concours du commissariat des armées. |

| Formation complémentaires :                  | OFF | CT2 | CT1 | Objectifs opérationnels |
| 1- Droit de la guerre et maintien de la paix | x   |     |     | Maitriser les fondements du droit de la guerre pour réagir légalement dans des situations conflictuelles ou de maintien de la paix. Connaître le droit international et humanitaire. Connaître l'organisation de la logistique en temps de crise. |
| 2- Module complémentaire (dont sport)        | x   | x   | x   | Se maintenir en condition physique au travers d’activités sportives diverses (football, footing, tennis, piscine, boxe, volley-ball, pétanque, ballon militaire) et de rencontre sportives inter école.                                           |
| 3- Vie de l’école                            | x   | x   | x   | S'insérer dans la vie de l'école tout en étant une promotion unie. |
| 4 – Voyage et visites                        | x   |     |     | Profiter de la présence au Mali pour découvrir différents organismes maliens (directions centrales, entreprises etc.) |

## Stagiaires
Pays représentés aux formations de l’EMA et le nombre de stagiaires depuis 1996

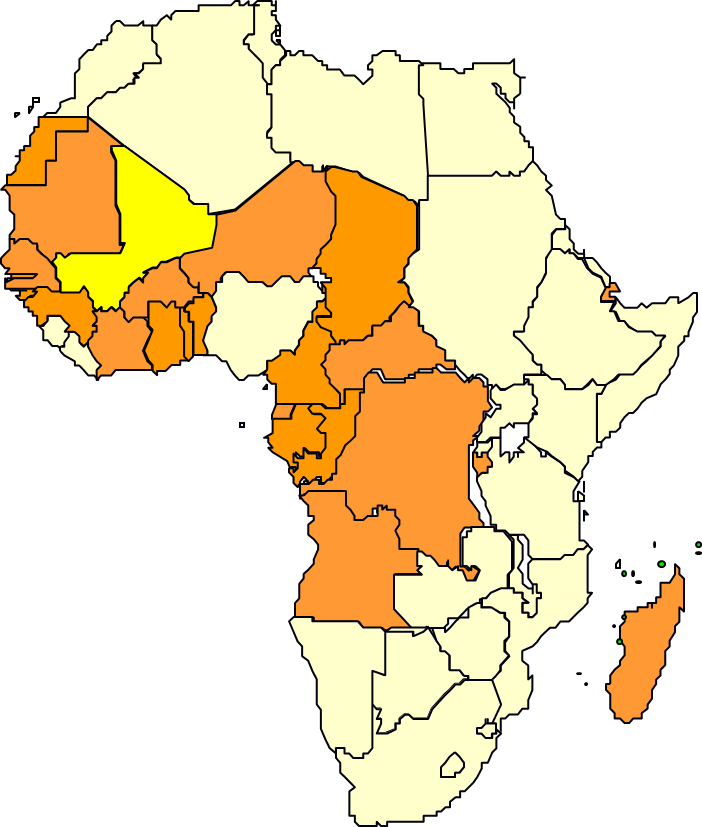
Pays représentés aux formations de l’EMA depuis 1996

|                                  | TOTAL OFF | TOTAL CT2 | TOTAL CT1 | TOTAL | en % du total |
| Mali                             | 127       | 126       | 159       | 412   | 24,48 %       |
| Togo                             | 34        | 36        | 38        | 108   | 6,42 %        |
| Bénin                            | 33        | 30        | 43        | 106   | 6,30 %        |
| Gabon                            | 39        | 32        | 31        | 102   | 6,06 %        |
| Sénégal                          | 38        | 26        | 37        | 101   | 6,00 %        |
| Cameroun                         | 44        | 27        | 29        | 100   | 5,94 %        |
| Guinée Conakry                   | 41        | 27        | 30        | 98    | 5,82 %        |
| Burkina Faso                     | 18        | 32        | 33        | 83    | 4,93 %        |
| Niger                            | 23        | 27        | 27        | 77    | 4,58 %        |
| Tchad                            | 29        | 20        | 24        | 73    | 4,34 %        |
| Madagascar                       | 23        | 25        | 25        | 73    | 4,34 %        |
| Côte d'Ivoire                    | 26        | 16        | 27        | 69    | 4,10 %        |
| Congo Brazzaville                | 20        | 20        | 23        | 63    | 3,74 %        |
| Burundi                          | 19        | 19        | 17        | 55    | 3,27 %        |
| Djibouti                         | 11        | 18        | 20        | 49    | 2,91 %        |
| Mauritanie                       | 20        | 16        | 12        | 48    | 2,85 %        |
| République centrafricaine        | 14        | 15        | 17        | 46    | 2,73 %        |
| République démocratique du Congo | 11        | 1         | 2         | 14    | 0,83 %        |
| Guinée Equatoriale               | 1         | 1         | 3         | 5     | 0,30 %        |
| Guinée-Bissau                    | 0         | 0         | 1         | 1     | 0,06 %        |
| Total                            | 571       | 514       | 598       | 1683  | 100,00 %      |

Source : Interne

## Diplômes, brevets et attestations

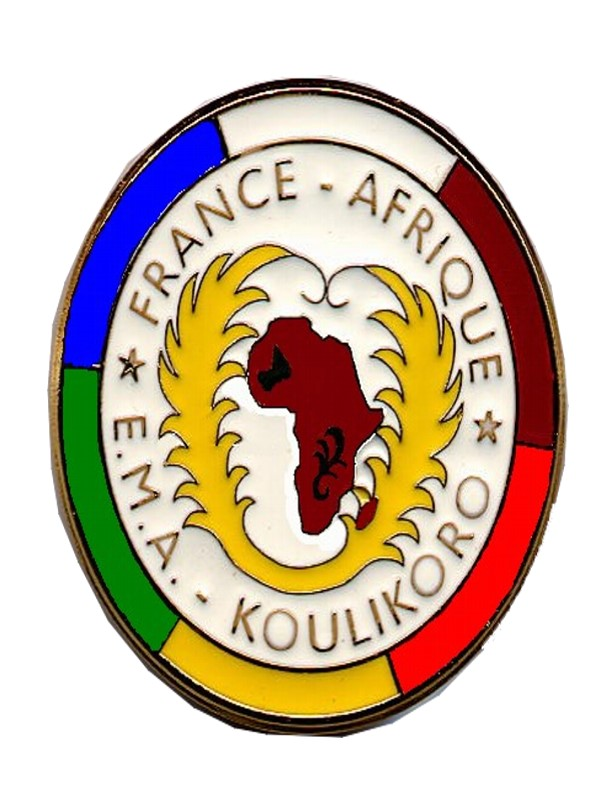
Brevet Officiers et CT2

La scolarité est sanctionnée par un diplôme, attribué à l’issue d’un contrôle continu et remis lors d’une cérémonie placée sous la présidence du chef d’état-major général des armées. Une attestation informatique leur est également délivrée, au titre de la formation dispensée par un officier informaticien de l’EMA en bureautique (Word, Excel et Power-Point).
Ce diplôme et cette attestation ont le double sceaux du Mali et de la France. Les officiers et les sous-officiers se voient remettre en complément le brevet de l’EMA. Les officiers ayant satisfait aux examens de l’EMP peuvent enfin se prévaloir de trois attestations en ce qu’elles concernent les stages de « Droit International et Humanitaire », « Connaissances fondamentales » et « Logistique opérationnelle ».

## Vie scolaire
« S’instruire pour mieux gérer et administrer » : telle est la devise de l’EMA. Celle de Jean Bodin, économiste et philosophe français (1529–1596), « Il n’y a ni richesse ni force que d’homme », traduit également l’esprit qui anime l’EMA, promotion après promotion.